# Pinanga ridleyana
Pinanga ridleyana là loài thực vật có hoa thuộc họ Arecaceae. Loài này được Becc. ex Furtado miêu tả khoa học đầu tiên năm 1934.